# Hypsiforma bicolor
Hypsiforma bicolor är en fjärilsart som beskrevs av Paul Mabille 1879. Hypsiforma bicolor ingår i släktet Hypsiforma och familjen nattflyn. Inga underarter finns listade i Catalogue of Life.